# Waikiti (rivière)
La rivière Waikiti  (en anglais : Waikiti River) est un cours d’eau de la région de la West Coast dans l’Île du Sud de la Nouvelle-Zélande.

## Géographie
Elle s’écoule essentiellement vers le nord à partir de sa source dans l’est de la chaîne de ‘Kaimata Range’, grossièrement parallèle au cours de son principal voisin à l’est qui est la rivière Trent. Elle atteint la rivière  Ahaura  à 20 kilomètres au sud-est du ‘Lac Hochstetter’.